# 新加坡驻成都总领事馆
新加坡共和国驻成都总领事馆（英語：Consulate General of the Republic of Singapore in Chengdu），是新加坡共和国驻中华人民共和国的六座使领馆之一，于2011年设立于四川省成都市。

## 领馆信息
新加坡驻成都总领事馆的辖区包括四川省、陕西省和重庆市。
该馆设立于2011年2月28日，是由在2006年4月13日设立的新加坡驻成都领事馆升级而来的。其主要任务是维护该辖区内的新加坡公民的合法利益及权利，并致力于推动、促进与发展新加坡和这些省份的全方位交流与合作。

### 工作时间
| 周一到周五                     | 周六及周日 |
| ------------------------------ | ---------- |
| 上午8:30到12:00 下午1:00到5:00 | 休息       |

注：中国公共假期及新加坡国庆日（8月9日）不对外办公。

### 领馆官员
| 职务                  | 姓名   |
| --------------------- | ------ |
| 总领事                | 陈知恩 |
| 副领事 (政务）        | 郑惠文 |
| 副领事 (行政 / 领事） | 蔡幸娜 |
| 副领事 (签证 / 领事） | 林铉斌 |

### 联系方式[3]
| 电话         | +86-28-8652 7222                                      |
| 紧急联络电话 | +86-13908073562                                       |
| 电子邮箱     | singcg_cgu@mfa.sg                                     |
| 传真         | +86-28-8652 8005                                      |
| 网站         | https://www.mfa.gov.sg/Chengdu （页面存档备份，存于） |